# Bagre
Bagre là một đô thị thuộc bang Pará, Brasil. Đô thị này có diện tích 4397,3 km², dân số năm 2007 là 13607 người, mật độ 3,1 người/km².